# Brucita marmorata
Brucita marmorata es un coleóptero de la familia Chrysomelidae.
Fue descrita científicamente por primera vez en 1886 por Martin Jacoby.